# Фар лез Оливие
Фар лез Оливие (на френски: La Fare-les-Oliviers) е град в департамент Буш дю Рон на региона Прованс-Алпи-Лазурен бряг, югоизточна Франция. Населението му е 8287 души (по данни от 1 януари 2016 г.).
Разположен е в делтата на река Рона, на 20 km западно от Екс ан Прованс и на 30 km северозападно от центъра на Марсилия. Селището се споменава за пръв път в документ от 1402 година, а през XVI-XVIII век е владение на известната марсилска фамилия Форбен.